# Pleospora junci
Pleospora junci är en svampart som beskrevs av Pass. & Beltrani 1882. Pleospora junci ingår i släktet Pleospora och familjen Pleosporaceae.   Inga underarter finns listade i Catalogue of Life.